# Stone Ghost
STONEGHOST ou "Stone Ghost" (le fantôme de pierre) est un nom de code donné à un réseau géré par la Defense Intelligence Agency (DIA) américaine pour le partage et l'échange d'informations entre les États-Unis, le Royaume-Uni, le Canada et l'Australie. Certaines sources  indiquent que la Nouvelle-Zélande y participe[source détournée] et qu'il est maintenu par les services de renseignements de la Défense des Five Eyes.